# Shaun Wright-Phillips
Shaun Cameron Wright-Phillips (*25. října 1981 Londýn, Anglie) je anglický fotbalista a reprezentant, který má předky z Jamajky a z Grenady. Adoptoval jej fotbalista Ian Wright.
Od července 2015 působí v klubu New York Red Bulls z Major League Soccer.

## Klubová kariéra

### Fotbalové začátky
Začínal v Nottinghamu Forest, který jej půjčil na hostování Manchesteru City, na které byl v patnácti letech ale „moc malý“, ti jej poslali zase na hostování do Maine Road, kde se vypracoval v hráče hodného startu Premier League. Jeho manévry a kuráž z něj udělaly jednoho z nejlepších hráčů, kteří vzešli z anglické mládežnické akademie.
První gól za reprezentaci vsítil 18. srpna 2004 do sítě Ukrajiny, kde byl jako náhradník. První celý zápas odehrál 9. února 2005 proti Nizozemsku.
17. listopadu 2004 se stal jedním z hlavních cílů rasistického chvalozpěvu během přátelského mezinárodního utkání Anglie proti Španělsku v Madridu.
S novináři si také moc nerozumí, rozhovory neposkytuje se slovy: „Umím hrát fotbal ne žvanit“. Nedávno se ohradil podle věčného srovnávání se svým adoptivním otcem: „Tisk vyřval do světa, že mě adoptoval a jsem díky tomu šťastný, ale že mám jeho jméno neznamená že budu ten stejný muž. Jdu svou vlastní cestou a po svých vlastních schodech“.
17. července 2005 jej za 21 milionů liber koupila Chelsea FC, takže se Wright-Phillips vrátil do svého rodného Londýna.

### Chelsea
S Chelsea FC podepsal Shaun pětiletý kontrakt. Ve své první sezóně se na hřišti objevil čtyřiadvacetkrát v základu a devětatřicetkrát jako náhradník. První gól za Chelsea vstřelil v Utkání Ligy mistrů proti Levski Sofia 5. prosince 2006 téměř 17 měsíců po přestupu.
Kvůli nepovedené první sezóně se nedostal do nominace pro mistrovství světa v Německu pro rok 2006. Přesto Shaun všechny ujistil, že je v Chelsea šťastný a hodlá v další sezóně bojovat o místo v základní sestavě. Podpořil jej i trenér José Mourinho, který odmítl španělského záložník Joaquína.
Wright-Phillips se stal předmětem spekulace, že odejde do West Hamu United, vše ale zkrachovalo na tom, že plat tohoto záložníka se pohyboval kolem 60 000 liber týdně.